# Nagy képes világtörténet
A Nagy képes világtörténet egy 12 kötetes, nagy enciklopédikus történettudományi mű a 20. század legelejéről, mely egyike az Osztrák–Magyar Monarchia alatt megjelent nagy terjedelmű, összefoglaló tudományos–ismeretterjesztő alkotásoknak.

## Eredeti kiadás
Az 1890-es években az Athenaeum Irodalmi és Nyomdai Rt. gondozásában megjelent A magyar nemzet története sikerének láttán a  Franklin-társulat Magyar Irodalmi Intézet és Könyvnyomda és a Révai Testvérek Irodalmi Intézet Részvénytársaság vezetősége elhatározta, hogy hasonló monumentális munkát bocsát az érdeklődők kezébe, ez azonban egy magyar nyelvű világtörténet lesz. A feladat elvégzésére a zsidó származású korabeli ismert történészt, Marczali Henriket kérték fel, aki az 1880-as években már közreműködött egy hasonló vállalkozás, a Ribáry–Molnár–Marczali-féle Világtörténelem szerkesztésében, megírásában.
Marczali nagy lelkesedéssel fogott a munkához. A sorozat 1898 és 1905 között, 12 kötetben jelent meg. A sorozat három kötete az ókorral, három a középkorral, három az újkorral, és három a nagy francia forradalom utáni időkkel foglalkozott. Míg az első kötet – valószínűleg időhiány miatt – nem önálló magyar munkaként, hanem egy külföldi mű fordításaként/átdolgozásaként került a közönséghez, a későbbiek eredeti alkotások. Gyomlay Gyula és Geréb József gimnáziumi tanárok tollából került ki az ókori görögök és a rómaiak története, míg a középkori részeket Goldziher Ignác, Borovszky Samu, Mika Sándor, és Csuday Jenő írták meg. Az újkori és legújabb kori 3-3 kötetet maga Marczali írta meg. A Marczali által írt előszó szerint: 
„A világtörténet az emberiség fejlődésének története. Az a folytonosság, mely a jelent összeköti nemünk legtávolabbi multjával, és alapját veti a jövendőnek. Lépésről-lépésre megtanítva arra, mit köszönünk az elődöknek, rég kiveszett emberöltőknek, útmutatással szolgál arra is, mivel tartozunk még meg sem született nemzedékeknek. Mert a mint a természet életének legfőbb törvénye az, hogy erő el nem vész, csak átalakul, úgy élvezi minden későbbi kor az előbbiek erkölcsi és szellemi fáradozásának gyümölcsét, úgy bűnhődik, ugyanazon törvény szerint, az ősök vétkeiért és mulasztásaiért. [...] Egy nagy iró az emberi nem nevelésének mondta a történetet. A mit az emberi lélek magasztosat és állandót teremtett, annak tisztelése egyedül irányítsa itéletünket. Az erkölcsök, a vallásos és állami formák sokfélesége ne közömbösségre tanítson, hanem méltánylásra, igazságra.”
A kötetek tulajdonképpen nem annyira új kutatások, hanem a külföldi szakirodalom alapján készített összefoglalások voltak. A külföldi művekről a lapok alján elhelyezett jegyzetanyag adott tájékoztatást. A kötetek erősen Európa-centrikusok voltak, más földrészek történetét – Egyiptom és a korai iszlám világ kivételével – inkább csak, mint gyarmati függelékeket, gyéren érintették, beleértve például az Amerikai Egyesült Államok és Japán történetét. Az európai országok esetében sem volt egyensúly az erős Nyugat-Európa központúság miatt. A kötetekben magyar történelmi fejezetek is voltak, amelyek létét Marczali azzal indokolta, hogy „a hazai történetnek belső összefüggéseit az általános történelmi élettel” megérthessék az olvasók.

## Kiállítása
A 12, díszes borítójú kötet különböző kötésváltozatokkal jelent meg:
- fekete borító, aranyozott, növényi mintás gerincdísszel[3]
- vörös borító, aranyozott, történelmi képeket ábrázoló gerincdísszel[4]
- fekete borító, aranyozott, emberi profilképet, könyvet ábrázoló gerincdísszel[5]
- fekete borító, aranyozott, szecessziós indamintás gerincdísszel[6]
- fekete borító, aranyozott, bordázott, egyszerű feliratos gerincdísszel[7]
- barna borító, aranyozott, széttárt szárnyú madáralakokat ábrázoló gerincdísszel[8]
- fekete borító, aranyozott, téglalap alakú mezőket ábrázoló díszítéssel[9]

Végeredményben mintegy 8000 oldalt, 2000 szövegközi ábrát és metszetet, 500 egész oldalas és 250 több oldalas műmellékletet, illetve névmutatókat tartalmaz. Ezeket egészítette ki még a több tucat színes melléklet és a jó minőségű színes térképvázlatok. Igen sok történeti forrás hasonmása is bekerült az anyagba. A „nagy” jelzőhöz méltóan a 12 kötetben körülbelül 2 millió 200 ezer szó (13 millió 680 ezer karakter) található.

## Reprint és elektronikus kiadások
- A mű az 1990-es években a Babits Kiadó jóvoltából fakszimile kiadásban újra megjelent.[11]
- Ezen kívül az első kötetét (A kelet ókori népeinek története) külön is kiadta az Anno Kiadó 2 részre bontva, kis alakú kötetekbe rendezve, gyengébb papíronː 
  - Gaston Masperoː Az ókori Egyiptom története (275 l., ISBN 963-9066-30-3)[12] – a kötet az általános előszót is tartalmazta
  - Gaston Masperoː A zsidók ókori története (356 l., ISBN 963-9066-31-1)[13]

Az elektronikus kiadást a Magyar Elektronikus Könyvtár részére az Arcanum Adatbázis Kft. készítette 2003-ban.

## A szerkesztőbizottság
A mű főszerkesztője Marczali Henrik (Marcali, 1856. április 3. – Budapest, 1940. július 21.) történetíró, egyetemi tanár, a Magyar Tudományos Akadémia levelező tagja volt.
A szerkesztésben közreműködtek:
- Áldásy Antal (Pest, 1869. szeptember 25. – Budapest, 1932. július 14.) történetíró, a történelmi segédtudományok művelője, korának egyik vezető heraldikusa, egyetemi tanár, a Magyar Tudományos Akadémia tagja.
- Borovszky Samu (Bácsordas, 1860. október 25. – Budapest, 1912. április 24.) történész, helytörténész, 1899-től a Magyar Tudományos Akadémia  levelező tagja, irattárnoka és irodaigazgatója.
- Csuday Jenő (Győr, 1852. szeptember 11. – Budapest, Ferencváros, 1938. január 31.) római katolikus pap, premontrei szerzetes, történész, egyetemi magántanár.
- Fogarassy Albert (Torda, 1851. március 24. – Nagyenyed, 1945. november 19.) magyar filológus, történész.
- Geréb József (Szabadka, 1861. május 1. – Budapest, 1930. június 6.) bölcseleti doktor, irodalomtörténész és főgimnáziumi tanár.
- Goldziher Ignác (Székesfehérvár, 1850. június 22. – Budapest, 1921. november 13.) orientalista, egyetemi tanár, a budapesti izraelita hitközség titkára, a Magyar Tudományos Akadémia tagja.
- Gyomlay Gyula (Nagyvárad, 1861. július 29. – Budapest, 1942. október 20.) klasszika-filológus, bizantinológus, műfordító, nyelvész, a Magyar Tudományos Akadémia levelező, majd tiszteleti tagja.
- Mika Sándor (Brassó, 1859. február 12. – Budapest, 1912. május 1.) magyar történész, filozófiai doktor, főgimnáziumi rendes- és egyetemi magántanár.
- Schönherr Gyula (Nagybánya, 1864. szeptember 26. – Nagybánya, 1908. március 24.) történész, levéltáros, a Magyar Tudományos Akadémia tagja.

## Kötetbeosztás
| Kötetszám   | Kötetcím                                         | Korszak           | Felölelt időszak              | Fejezet- és oldalszám       | Szerző                                 | Elektronikus elérés |
| ----------- | ------------------------------------------------ | ----------------- | ----------------------------- | --------------------------- | -------------------------------------- | ------------------- |
| I. kötet    | A kelet ókori népeinek története                 | Ókor I.           | Kr. e. 3000 előtt – i. e. 330 | 1–15. fej. + 660 o.         | Fogarassy Albert (Gaston Maspero után) |                     |
| II. kötet   | A görögök története                              | Ókor II.          | Kr. e. 1300 körül – i. e. 217 | 1–34. fej. + 692 o.         | Gyomlai Gyula                          |                     |
| III. kötet  | A rómaiak története                              | Ókor III.         | Kr. e. 753 – Kr. u. 395       | 1–34. fej. + 675 o.         | Geréb József                           |                     |
| IV. kötet   | A népvándorlás. Az iszlám                        | Középkor I.       | Kr. u. 1. század – 10. század | 1–58. és 1–6. fej. + 692 o. | Borovszky Samu, Goldziher Ignác        |                     |
| V. kötet    | A hűbériség és a keresztes hadjáratok kora       | Középkor II.      | 10. század – 13. század       | 1–27. fej. + 650 o.         | Mika Sándor                            |                     |
| VI. kötet   | A középkori intézmények bomlása és a renaissance | Középkor III.     | 14. század – 15. század       | 1–31. fej. + 570 o.         | Csuday Jenő, Schönherr Gyula           |                     |
| VII. kötet  | A reformatio kora                                | Újkor I.          | kb. 1500 – kb. 1550           | 1–18. fej. + 570 o.         | Marczali Henrik                        |                     |
| VIII. kötet | Az ellenreformatio kora                          | Újkor II.         | kb. 1550 – kb. 1650           | 1–19. fej. + 655 o.         | Marczali Henrik                        |                     |
| IX. kötet   | Az absolutismus kora                             | Újkor III.        | kb. 1650 – kb. 1780           | 1–14. fej. + 648 o.         | Marczali Henrik                        |                     |
| X. kötet    | A forradalom és Napoleon kora                    | Legújabb kor I.   | kb. 1780 – 1815               | 1–15. fej. + 664 o.         | Marczali Henrik                        |                     |
| XI. kötet   | A reformok kora                                  | Legújabb kor II.  | 1815 – 1848                   | 1–21. fej. + 555 o.         | Marczali Henrik                        |                     |
| XII. kötet  | Korunk állami és társadalmi alkotásai            | Legújabb kor III. | 1848 – kb. 1890               | 1–21. fej. + 668 o.         | Marczali Henrik                        |                     |